# دب سعيد (اسماعيلية)
دب سعيد (بالفارسية: دب‌سعید) هي قرية وتقع في إيران في قسم إسماعيلية الريفي. يقدر عدد سكانها بـ 150 نسمة .